# 道 (哲学)
道（どう・タオ・Tao・みち）とは、中国哲学上の用語の一つ。人や物が通るべきところであり、宇宙自然の普遍的法則や根元的実在、道徳的な規範、美や真実の根元などを広く意味する言葉である。道家や儒家によって説かれた。

## 解釈の諸例
老子によれば、道とは名付けることのできないものであり（仮に道と名付けているに過ぎない）、礼や義などを超越した真理とされる。天地一切を包含する宇宙自然、万物の終始に関わる道を天道（一貫道ともいう）といい、人間世界に関わる道を人道という。
孔子は天道を継承し、詩経、書経で人道についても語り、「子曰 朝聞道 夕死可矣」や「子曰 參乎 吾道一以貫之哉」（『論語』 巻第2 里仁第4）といった名句に道義的真理があり、天地人の道を追究した孔子の姿勢が窺える。
道教における「道」の概念は、神秘思想の上に取り入れられ、道家のそれとはかけはなれた概念となっているとされていたが、近年はフランス学派の学者たちを中心に道家と道教の連続性を認める傾向が多くなってきている。
『中庸』では「誠者天之道也 誠之者人之道也」と「天之道」、「人之道」が「誠」であるとし、それに基づき孟子も「是故 誠者天之道也 思誠者人之道也」（『孟子』 離婁 上）と「天之道」、「人之道」と「誠」に言及している。
『菜根譚』には、「道を守って生きれば孤立する。だがそれは一時のことだ。権力にへつらえば居心地はよかろう。だが、そののちに来るのは永遠の孤独だ。めざめた人は、現世の栄達に迷わされず、はるかな理想に生きるのだ」と記し、洪自誠の主張として、一時の孤立を恐れ、永遠の孤独を招くのではなく、道を守る事が肝心と説く。

## 備考
- 孔子は『論語』里仁第四において、「士で悪衣悪食（着衣や食物の粗末さ）を恥じる者は共に道を論ずる資格はない」と立場を示している。また述而第七では、「我、生まれながらにして道を知る者（天才）に非ず。古を好み怠らず勉学して求め知った」としている（『論語抄』史跡足利学校刊）。